# Вселенная Стивена
«Вселенная Стивена» (англ. Steven Universe) — американский мультсериал, созданный Ребеккой Шугар, известной по работе над «Временем приключений» для телеканала Cartoon Network. Сериал был номинирован на премию «Эмми» и дважды на «Энни».
Пилотный эпизод вышел 21 мая 2013 года на YouTube, полноценный показ начался 4 ноября 2013 года на канале Cartoon Network. В июле 2016 года сериал был продлен на второй сезон. В марте 2016 года сериал был продлён на третий сезон, в мае 2017 года на четвёртый сезон, а в июне 2018 года на пятый. В 2019 году вышел полнометражный фильм, а сериал был продлён на шестой сезон, который стал заключительным. Мультсериал закончился 21 января 2019 года и насчитывал 6 сезонов, включая ТВ-фильм и сезон-сиквел.
Также по мультсериалу выходят комиксы, входящие во вторую ступень канона, и игры на телефон и другие устройства.

## Сюжет
Большинство событий происходит в вымышленном Пляжном городе (англ. Beach City) (также Прибрежье) и в окрестностях на восточном побережье США. Команда, называющая себя Кристальными самоцветами, защищает мир от различных угроз. Она первоначально состоит из мальчика Стивена и инопланетянок Гранат, Аметист и Жемчуг, являющихся живыми камнями. Стивен, который является наполовину самоцветом, пытается раскрыть тайну использования собственных сил, помогая друзьям спасать Землю. Также немало времени в сериале уделяется теме взаимодействия главных героев с жителями городка, их личностному раскрытию и совершенствованию.
На протяжении первого сезона Стивен учится управлять силой своего самоцвета и узнаёт всю историю группы. В частности, ему открывается, что Кристальные самоцветы шесть тысяч лет назад восстали против соотечественниц, которые хотели использовать Землю для выращивания всё новых представителей собственного вида и полностью колонизировать, что уничтожило бы всю жизнь на планете. Встреченные чудовища оказываются «поврежденными» (искажёнными) самоцветами, которых Гранат (как негласный лидер Кристальных самоцветов) с подругами пытается поймать. В этом же сезоне появляются посланницы из Родного мира — Перидот и Яшма, намеренные победить защитниц планеты и активировать так называемый Кластер, (в других переводах Конгломерат) созданный из миллионов осколков самоцветов.
Заключительный, шестой сезон сериала, который является одновременно и отдельным 20-серийным сериалом под названием Steven Universe Future, резко контрастирует с прошлыми сезонами, так как события происходят в будущем, когда Стивену уже 16 лет. Сезон описывает мир, где люди и самоцветы сосуществуют в гармонии после окончания войны между Кристальными самоцветами и Родным миром. Так как угроз в виде Алмазов или «повреждённых» самоцветов больше нет, Стивен должен справляться с повседневными проблемами и трудностями, которые все ещё возникают в его уже относительно мирной жизни, и пытаться помогать в их решении другим, хоть он и чувствует свою ненужность после войны, переосмыслить старые и найти новые цели в жизни и самое главное, разобраться в самом себе и своих собственных проблемах, иначе он сам может стать самой большой проблемой и главной угрозой для всего мира. Темы и вопросы, поднимаемые в данном сезоне, куда более взрослые, серьёзные и мрачные, в сравнении с прошлыми сезонами, они затрагивают подростковые проблемы Стивена, влияющие на его жизнь всплывшие детские психологические травмы вызванные тем, что он пережил в прошлых сезонах ещё в детстве, подростковый максимализм, тема взросления (вспыльчивость передавшаяся ему от матери и проявившаяся с возрастом, мысли о мести Белому алмазу, случайное раскалывание Яшмы в порыве ослеплённости своей силы во время битвы), страх навредить другим новыми силами, игнорирование своих проблем и ослеплённость своими силами («Я могу исправить абсолютно всё, я лишь буду ломать и исправлять всё вечно, и вам не придётся думать, да вы даже знать об этом не будете»), тема отцов и детей (зависть Стивена к тому детству и тем возможностям, которые были у его отца, но которых он сам был лишён), тема социализации в обществе и взаимоотношения с миром, поиска себя и целей в жизни.

## Эпизоды
| Сезон | Сезон | Количество серий | Премьера первой серии | Премьера последней серии |
| ----- | ----- | ---------------- | --------------------- | ------------------------ |
|       | 1     | 52               | ноябрь 4, 2013        | апрель 16, 2015          |
|       | 2     | 26               | март 13, 2015         | январь 8, 2016           |
|       | 3     | 25               | май 12, 2016          | август 10, 2016          |
|       | 4     | 25               | август 11, 2016       | май 11, 2017             |
|       | 5     | 32               | май 29, 2017          | январь 21, 2019          |
|       | 6     | 20               | декабрь 7, 2019       | март 28, 2020            |

## История создания

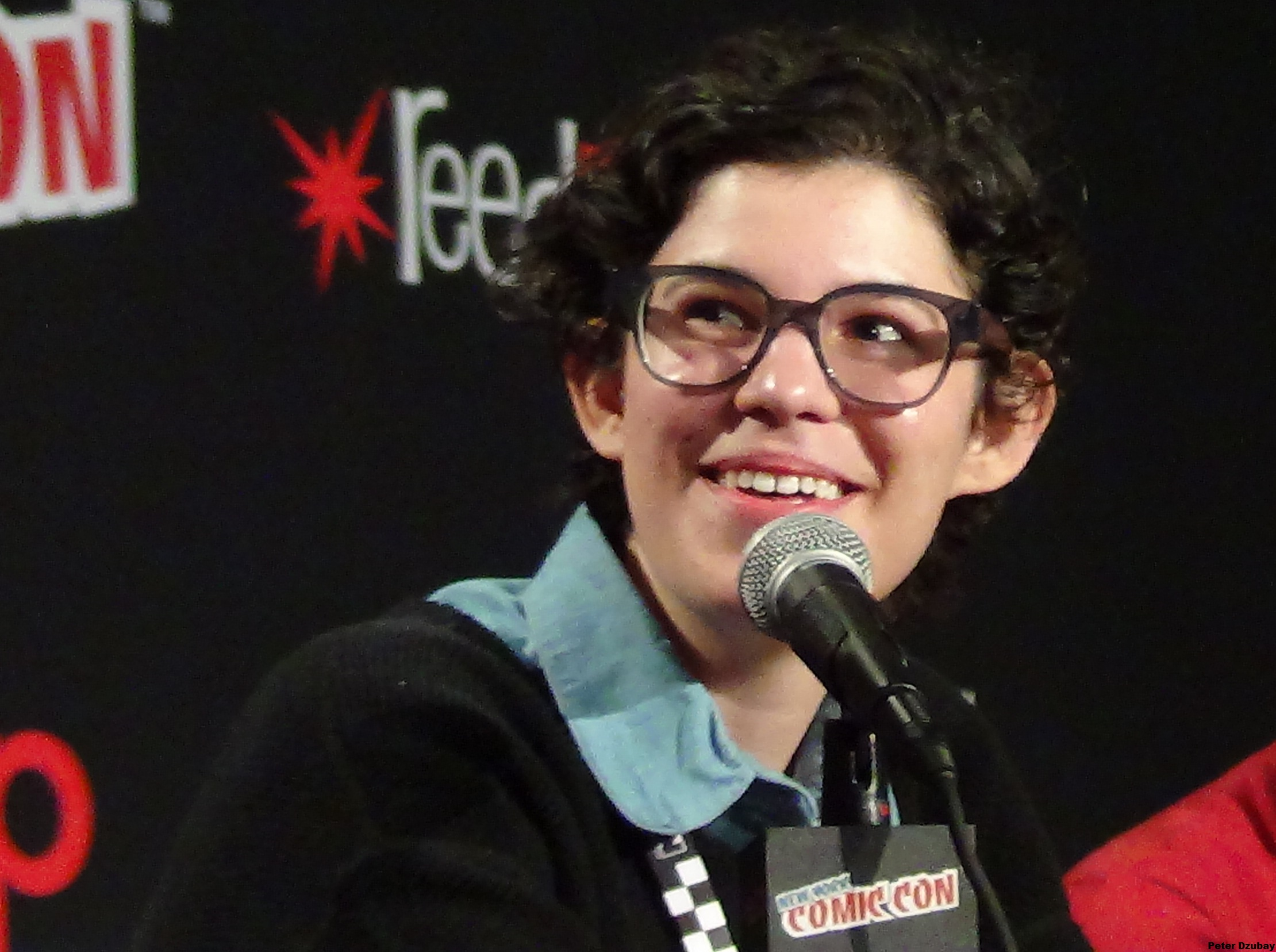
Ребекка Шугар на интервью

Мультсериал создан Ребеккой Шугар, которая также работала над сериалом «Время Приключений с Финном и Джейком». При создании образа Стивена Ребекка использовала некоторые черты своего младшего брата Стивена Шугара, который также включился в создание в качестве художника.
По словам автора, она хотела создать историю, повествование которой происходило бы с точки зрения её младшего брата, которому все уделяли максимум внимания. Но он желал повзрослеть, а не оставаться вечным «младшим братом». Местом действия сериала является вымышленный Пляжный Город (англ. Beach city, в других переводах Прибрежье), похожий на прибрежные города, где Ребекка Шугар бывала в детстве, такие как Рехобот-Бич и Бетани Бич. Также концепция сеттинга мультсериала была вдохновлена мангой «Доктор Сламп» Акиры Ториямы, персонажи которой живут и работают в небольшой уютной деревне. Второстепенные персонажи, такие как Ларс и Сейди, были созданы ещё в те времена, когда Ребекка училась в колледже. Кристальные самоцветы, по мнению создательницы, отражают её личность — «нервные, ленивые, смелые», так Ребекка хотела, чтобы каждый кристальный самоцвет отражал одну из её сторон личности; изящество (Жемчуг), грубость (Аметист) и таинственность (Гранат).
Мультфильм отличает сильное женское присутствие — при том, что главный герой является мальчиком; все главные герои, кроме Стивена, представлены женским гендером. Кроме Рубина, но только в России и в некоторых других странах. Подобная концепция раннее не использовалась в детских мультфильмах. Ребекка сделала так намеренно, чтобы разрушить укоренившуюся практику гендерного распределения в мультфильмах для детей, где в мультфильмах для мальчиков главный герой окружён преимущественно мужскими персонажами, а в мультфильмах для девочек — наоборот. Ребекка и вовсе высказала своё недовольство по поводу того, что сериалы для девочек и мальчиков сильно отличаются по своему содержанию и жанрам. В своём же мультфильме Шугар стремится выйти за рамки гендерных ограничений, чтобы её целевая аудитория не была привязана к одному полу. Однако развитие сюжета и вселенной мультфильма не идёт по строго предписанной линии, так как Ребекка, как она отметила, продолжает расти и дальше развиваться как личность, «в чём ей помогает мультфильм».
По словам Шугар, основным вдохновением для создания мультфильма послужили аниме-сериалы Future Boy Conan, Юная революционерка Утэна и Симпсоны. Музыка создавалась под влиянием творчества Эйми Манн. Сам мультфильм Ребекка описала как «обратная семиотика», где «персонажи из мира фантастики» проявляют интерес к повседневной жизни и стремятся понять её. Сам Стивен олицетворяет любовную связь между фантазией и реальностью.
Над созданием мультфильма Ребекка начала заниматься ещё тогда, когда принимала участие в создании серий к мультсериалу «Время приключений». Некоторое время Шугар работала одновременно над «Временем приключений» и своим новым проектом, но, не выдержав нагрузки, решила полностью посвятить себя собственному проекту, оставив разработку «Времени приключений» на 14 эпизоде 5 сезона. В своём проекте Ребекка как исполнительный продюсер выполняет значительную часть: работает над сюжетом каждой серии, дизайном, анимацией.. Перед тем, как создавать анимацию на компьютере, Ребекка прорисовывает сцены вручную карандашом. Затем раскадровки с готовыми голосами озвучивания отправляются к двум студиям в Южной Корее — Сонмин и Rough Draft, где команда аниматоров и дизайнеров создаёт готовую версию серий.

## Анимация
На создание мультсериала повлиял интерес Стивена и Ребекки Шугар к видеоиграм, комиксам и мультфильмам. Арт-директор проекта Эль Мичалка отмечала, что на художественный стиль также оказал влияние французский художник-постимпрессионист Поль Сезанн с его размытым фокусом. Другим источником вдохновения стало учение Дао дэ цзин, где ведется рассуждение о важности пустых пространств.
Художники применяли наложенную акварельную текстуру перед тем, как переключиться на Photoshop. При раскрашивании фона они использовали один основной и несколько второстепенных цветов — подходящие сочетания цветов нашли Аманда Винтерстон и Жасмин Лай. Когда работа над фоном заканчивалась, специальный человек выбирал цвета для персонажа или предметов, дополняя раскадровку и фон. Завершающий этап работы над анимацией выполняли корейские специалисты. В завершение готовые эпизоды проверялись на наличие ошибок.

## Фанатское сообщество

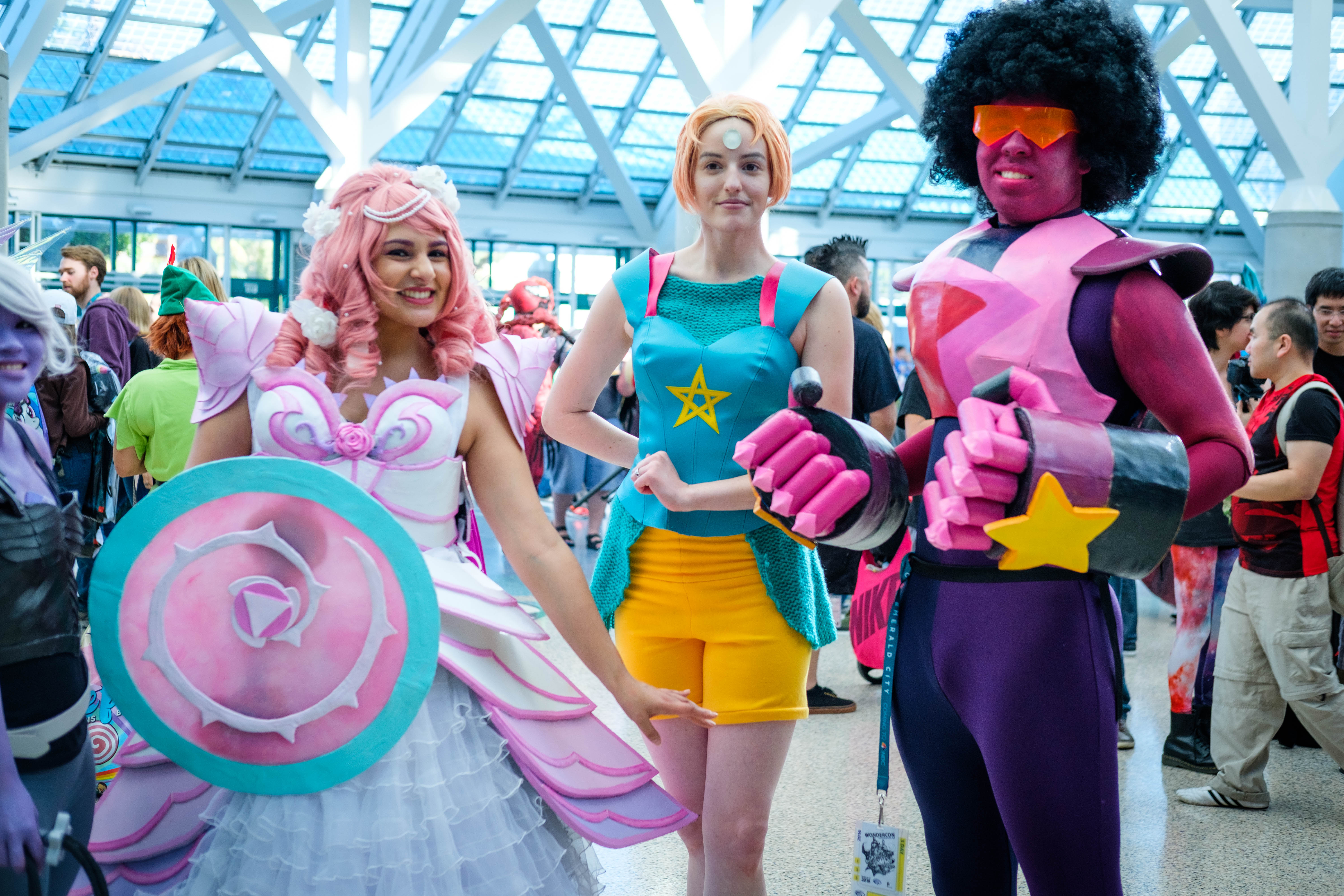
Косплей персонажей: Роза, Жемчуг и Гранат

Фанаты активно протестуют против цензуры сцен из мультфильма в разных странах из-за демонстрации в них ЛГБТ-отношений; например, фанаты из Британии организовали петицию, чтобы в британской версии мультфильма вернули вырезанные сцены романтических отношений между самоцветами. Похожую петицию открыли фанаты из Швеции, так как в шведском переводе романтические диалоги между самоцветами заменили на несвязанные предложения. Также петицию открывали фанаты из Франции, требуя переписать песню «Stronger than You», так как, по их мнению, французская версия песни неверно передаёт переживания персонажей.
В 2015 году внимание новостных изданий привлекла история художницы под ником zamii070, которая подверглась массовой травле после того, как несколько раз нарисовала Розу Кварц — одну из самоцветов — худой, хотя в мультсериале она имеет массивное телосложение. Не выдержав травли, девушка попыталась покончить жизнь самоубийством. Создатели мультсериала Иен Джонс-Кворти и Ребекка Шугар поддержали zamii070, написав, что одобряют свободу творчества среди фанатов. Существует мнение, что часть фан-сообщества ведет себя неоправданно враждебно, прикрываясь инклюзивностью.

### Комментарии
1. ↑  В данном случае японская мультипликация с частой концепцией «героя, окружённого девушками», не считаются, так как женским персонажам нарочно придают сексуально-привлекательные черты для привлечения мужской аудитории